# Kokang

Localização da região de Kokang (verde) no estado de Shan (amarelo).

Kokang (birmanês:  ကိုးကန့်; chinês: 果敢, pinyin: Guǒgǎn, Wade–Giles: Kuo-kan) é uma região de Mianmar. Está localizada na parte norte do estado de Shan, com o rio Salween a oeste e fazendo fronteira com a província chinesa de Yunnan a leste. Sua área total é de cerca de 1.895 quilômetros quadrados (732 sq mi). A região constitui a Zona Auto-Administrativa de Kokang, cuja capital, Laukkai, é a maior cidade da região. Em 2009, a população de Kokang era de aproximadamente 150.000 habitantes, 90% dos quais eram chineses de Kokang.
Kokang fazia parte historicamente da China por vários séculos e ainda é reivindicada pela República da China até hoje, mas foi deixada de lado por sucessivos governos devido à sua localização remota. A região formou uma zona tampão de facto entre a província de Yunnan e os Estados Shan. O clã Yang, originalmente leais aos Ming de Nanjing, consolidou a área em um único governo. Em 1840, o governador de Yunnan concedeu ao clã Yang os direitos hereditários como vassalo da dinastia Qing. Após a conquista britânica da Alta Birmânia em 1885, Kokang foi inicialmente colocado na China sob a convenção de fronteira sino-britânica de 1894. Foi cedido à Birmânia Britânica em um acordo suplementar assinado em fevereiro de 1897.
Desde a independência da Birmânia, esta região sofre rebeliões esporádicas.
Da década de 1960 a 1989, a área foi controlada pelo Partido Comunista da Birmânia e, após a dissolução do braço armado do partido em 1989, tornou-se uma região especial de Mianmar sob o controle do Exército da Aliança Democrática das Nacionalidades de Mianmar. Os conflitos armados entre este e o Tatmadaw resultaram no incidente de Kokang em 2009 e na ofensiva de Kokang em 2015.